# Sony DSC-D700
Sony DSC-D700 (Sony Cybershot D700) — цифровая однообъективная зеркальная камера фирмы Sony, рассчитанная на любителей.

## Описание
Фотоаппарат имеет 1/2" матрицу с разрешением 1,5 млн пикселей и не съёмный 5-кратный зум-объектив. Зеркало камеры неподвижное и полупрозрачное. На момент анонсирования, в 1998 году, цена камеры составляла 1699 $.

## Комплект поставки
- аккумулятор LiPo NP-F550 (1 шт.);
- зарядное устройство BC-V615 (1 шт.);
- крышка объектива (1 шт.);
- крышка видоискателя (1 шт.);
- пульт дистанционного управления (1 шт.);
- A/V-кабель (1 шт.);
- адаптер карт-памяти MSAC-PR1 (1 шт.);
- инструкция по эксплуатации (1 шт.)[1].